# Misotsch
Misotsch (ukrainisch Мізоч; russisch Мизоч, polnisch Mizocz) ist eine Siedlung städtischen Typs in der westukrainischen Oblast Riwne mit etwa 3500 Einwohnern. Sie liegt am Fluss Stubaska, etwa 20 Kilometer südwestlich der ehemaligen Rajonshauptstadt Sdolbuniw und 27 Kilometer südwestlich der Oblasthauptstadt Riwne.

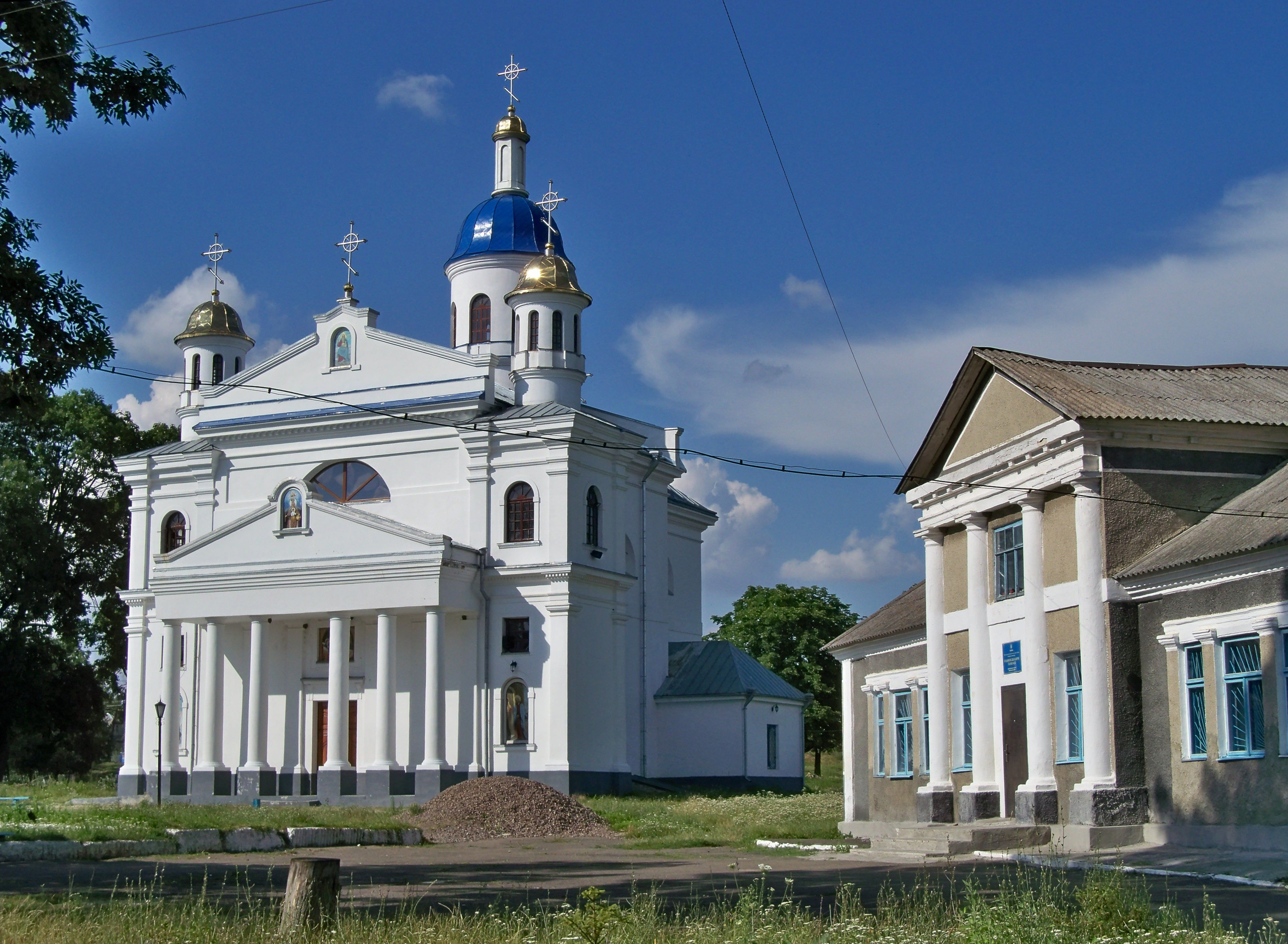
Kirche im Ort

## Geschichte
Der Ort wurde 1322 zum ersten Mal schriftlich erwähnt, bekam 1759 das Magdeburger Stadtrecht zugesprochen und lag als Teil der polnisch-litauischen Adelsrepublik in der Woiwodschaft Wolhynien. Nach der 3. Teilung Polens kam er 1795, als Teil des Russischen Reiches zum neugegründeten Gouvernement Wolhynien.
Im 18. Jahrhundert siedelten sich die ersten jüdischen Familien an. In den 1920er Jahren machten sie rund die Hälfte der Ortsbevölkerung aus. Seit 1940 hat die Ortschaft den Status einer Siedlung städtischen Typs.
Bereits vor dem Ersten Weltkrieg wurde von der Bahnstrecke Lwiw–Sdolbuniw ausgehend ein Bahnanschluss zur lokalen Zuckerfabrik errichtet, diese Verbindung besteht bis heute.

### Deutsche Massenmorde im Zweiten Weltkrieg
In der Nähe der Ortschaft fanden im Oktober 1942 Massenerschießungen der Sicherheitspolizei und der SD statt (Einsatzgruppen, Jüdischer Wohnbezirk Misotsch, Aufstand gegen die Erschießungen), die neben weiteren Massenerschießungen in der Umgebung die jüdische Gemeinde von Misotsch auslöschten. Im Februar 1944 beendete die Rote Armee die deutsche Besatzung in Misotsch und die früher polnische Stadt verblieb bei der Sowjetunion.

### Judenpogrom in Misotsch
Unmittelbar nach dem Einmarsch der Wehrmachtsverbände am 27. Juni 1941 begannen Ausschreitungen gegen Juden. Bei einer jüdischen Beerdigung wurden die Trauernden von Ukrainern mit Steinen beworfen. Bei einem Pogrom am 29. Juni 1941 wurden mehrere Juden ermordet. 1942 wurden Juden aus Misotsch, Sdolbuniw und Ostroh gezwungen, in von der SS so genannte Jüdische Wohnbezirke zu ziehen (eine Form der Sammellager vor den Massenmorden). Im August wurde der jüdische Metzger Sejde Gelman auf dem Marktplatz von Misotsch gehängt.
Hermann Friedrich Gräbe, leitender Ingenieur der Firma Josef Jung, versuchte unter großem persönlichen Einsatz, Juden, darunter 60 Misotscher, zu retten.

### Massenerschießungen durch Einsatzgruppen der SS und SD
Ende August 1942 wurde auf einer Tagung der Gebietskommissare mit dem Kommandeur der Sicherheitspolizei und des SD die Tötung aller Juden in Wolhynien beschlossen.
Am 13. Oktober 1942 wurde um 3:30 Uhr das Misotscher Ghetto abgeriegelt. Auf Anordnung der Deutschen mussten sich die Gefangenen auf dem Marktplatz versammeln. Bereits am 13. Oktober ist bezeugt, dass Hunderte ermordeter Juden am Straßenrand lagen. Die auf dem Marktplatz Versammelten wurden zum Fußballplatz getrieben, nach abweichenden Erinnerungen bereits an den Erschießungsort geführt. Am 14. Oktober morgens traf das Tötungskommando der Einsatzgruppe C ein. Die festgehaltenen Juden wurden gruppenweise in eine Geländesenke getrieben und gezwungen, ihre Kleider abzulegen. Am 14. Oktober wurden Kinder, Frauen und Männer durch Genickschüsse getötet. Manche Opfer mussten zuvor über ein Brett gehen und fielen dann getroffen in vorbereitete Gruben, während andere gezwungen wurden, sich auf die Toten oder Verletzten zu legen, bevor das Mordkommando auch sie erschoss. Unter den am 14. Oktober 1942 im Dorf erschossenen 1500 und im Januar 1943 etwa 3500 Menschen befanden sich auch sowjetische Kriegsgefangene.
Die Juden wurden von der nichtjüdischen Bevölkerung und den Deutschen gejagt, die Kleidungsstücke der Toten eingesammelt und das ehemalige Ghetto geplündert, während überlebende ortsansässige Juden Zuflucht in der Umgebung suchten. Nachdem die Ukrainische Aufständische Armee Ende 1942 an Zulauf gewann, bekämpfte sie die Deutschen, polnische und sowjetische Partisanen und ermordete versteckte Juden, denen sie habhaft wurde.

### Aufarbeitung der Massenerschießungen
Von den Massenerschießungen entblößter, wehrloser Frauen in Misotsch sind fünf Fotografien erhalten. Nach den Ermittlungen der bundesdeutschen Justiz kann als bewiesen angesehen werden, dass der deutsche Gendarm Gustav Hille sie aufnahm. Drei Zeitzeugen erwähnen ihn namentlich im Zusammenhang mit der Ghettoräumung 1942. Sein Verhalten bei den Ereignissen wird im 1963 stattfindenden Prozess gegen deutsche Polizisten und Angehörige der Zivilverwaltung im Raum Sdolbuniw nicht mehr untersucht, da er bereits verstorben war.
Eine Untersuchungskommission der Sowjetunion ermittelte nach dem Ende der deutschen Besatzung wegen der Verbrechen. Die Erschießungen im Raum Zdolbunów fanden im Nürnberger Hauptkriegsverbrecherprozess durch eine Aussage Hermann Gräbes Erwähnung. In der Bundesrepublik Deutschland begann die juristische Aufarbeitung erst Ende der 1950er Jahre. Ein Prozess gegen Angehörige des KdS (Kommandeur der Sicherheitspolizei und des SD) Riwne kam nicht zustande.
Sofia Gorstein, die von Oktober 1942 bis Juli 1943 mit Hilfe von Sidor und Justina Slobodjuk sowie deren Tochter Maria überlebte, nachdem sie aus dem brennenden Ghetto fliehen konnte, erreichte die Ehrung der Familie als Gerechte unter den Völkern.
Vor Ort wurde in den 1980er Jahren ein Denkmal errichtet. Die Dokumentation der Verbrechen ist ein Verdienst des Historikers Roman Michaltschuk, der seine Ergebnisse 2010 in einem Buch veröffentlicht. Forschungen gingen 2007/08 auch von Yahad – in Unum (hebräisch und lateinisch gemeinsam) aus.
Der Ort Misotsch steht im Mittelpunkt der in Berlin, Köln und Ludwigsburg 2016–2018 gezeigten Ausstellung Massenerschießungen. Der Holocaust zwischen Ostsee und Schwarzem Meer 1941–1944. Der Journalist Sven Felix Kellerhoff fasst dies in dem Satz zusammen: „Misotsch war, anders als die Riesenmassaker von Babyn Jar ein normales, im deutsch besetzten Ostmitteleuropa fast alltägliches Verbrechen.“

### Nachkriegszeit
Von 1939/1945 bis 1959 war der Ort das Zentrum des gleichnamigen Rajons Misotsch.
1945 kam die Ortschaft endgültig zur Sowjetunion und wurde in die Ukrainische SSR eingegliedert.
Seit der Unabhängigkeit der Ukraine 1991 ist Misotsch ein Teil derselben.

## Verwaltungsgliederung
Am 12. Juni 2020 wurde die Siedlung städtischen Typs zum Zentrum der neugegründeten Siedlungsgemeinde Misotsch (Мізоцька селищна громада Misozka selyschtschna hromada). Zu dieser zählen auch die 39 in der untenstehenden Tabelle aufgelisteten Dörfer, bis dahin bildete die Siedlung zusammen mit den Dörfern Klopit, Misotschok sowie Oserko die gleichnamige Siedlungsratsgemeinde Misotsch (Мізоцька селищна рада/Misozka selyschtschna rada) im Zentrum des Rajons Sdolbuniw.
Am 17. Juli 2020 wurde der Ort Teil des Rajons Riwne.
Folgende Orte sind neben dem Hauptort Misotsch Teil der Gemeinde:
| Name                     | Name           | Name                                     | Name                    | Name |
| ukrainisch transkribiert | ukrainisch     | russisch                                 | polnisch                |      |
| ------------------------ | -------------- | ---------------------------------------- | ----------------------- | ---- |
| Bilaschiw                | Білашів        | Белашов (Belaschow)                      | Białaszów               |      |
| Borschtschiwka Druha     | Борщівка Друга | Борщовка Вторая (Borschtschowka Wtoraja) | Borszczówka Czeska      |      |
| Borschtschiwka Perscha   | Борщівка Перша | Борщовка Первая (Borschtschowka Perwaja) | Borszczówka Włościańska |      |
| Buderasch                | Будераж        | Будераж                                  | Buderaż                 |      |
| Buschtscha               | Буща           | Буща                                     | Buszcza                 |      |
| Derman Druha             | Дермань Друга  | Дермань Вторая (Derman Wtoraja)          | Dermań                  |      |
| Derman Perscha           | Дермань Перша  | Дермань Первая (Derman Perwaja)          | Dermań                  |      |
| Klopit                   | Клопіт         | Клопот (Klopot)                          | Kłopot                  |      |
| Mala Moschtschanyzja     | Мала Мощаниця  | Малая Мощаница (Malaja Moschtschaniza)   | Moszczanica Mała        |      |
| Misotschok               | Мізочок        | Мизочек (Misotschek)                     | Mizoczek                |      |
| Mosty                    | Мости          | Мосты                                    | Mosty                   |      |
| Nowa Moschtschanyzja     | Нова Мощаниця  | Новая Мощаница (Nowaja Moschtschaniza)   | Moszczanica Nowa        |      |
| Nowyj Swit               | Новий Світ     | Новый Свет (Nowy Swet)                   | Nowy Świat              |      |
| Oserko                   | Озерко         | Озерко                                   | Jeziorko                |      |
| Pidhajne                 | Підгайне       | Подгайное (Podgainoje)                   | Sołtanówka, Sułtanówka  |      |
| Piwtsche                 | Півче          | Певче (Pewtsche)                         | Piwcze                  |      |
| Salibiwka                | Залібівка      | Залибовка (Salibowka)                    | Zalibówka, Zalubówka    |      |
| Selenyj Dub              | Зелений Дуб    | Зелёный Дуб (Seljony Dub)                | Zielony Dąb             |      |
| Spassiw                  | Спасів         | Спасов (Spassow)                         | Spasów                  |      |
| Stara Moschtschanyzja    | Стара Мощаниця | Старая Мощаница (Staraja Moschtschaniza) | Moszczanica Stara       |      |
| Stebliwka                | Стеблівка      | Стеблевка (Steblewka)                    | Stubło                  |      |
| Stupno                   | Ступно         | Ступно                                   | Stupno                  |      |
| Sujmy                    | Суйми          | Суймы (Suimy)                            | Sujmy                   |      |
| Swjate                   | Святе          | Святое (Swjatoje)                        | Swiate                  |      |
| Zurkiw                   | Цурків         | Цурков (Zurkow)                          | Curków                  |      |